# Diocesi di Livramento de Nossa Senhora
La diocesi di Livramento de Nossa Senhora (in latino: Dioecesis Liberationis Marianae) è una sede della Chiesa cattolica in Brasile suffraganea dell'arcidiocesi di Vitória da Conquista. Nel 2021 contava 256.689 battezzati su 311.000 abitanti. È retta dal vescovo Vicente de Paula Ferreira, C.SS.R.

## Territorio
La diocesi comprende 20 comuni nella parte centrale dello stato brasiliano di Bahia: Livramento de Nossa Senhora, Abaíra, Barra da Estiva, Boninal, Contendas do Sincorá, Dom Basílio, Érico Cardoso, Ibicoara, Ibipitanga, Ibitiara, Iramaia, Ituaçu, Jussiape, Mucugê, Novo Horizonte, Paramirim, Piatã, Rio de Contas, Rio do Pires e Tanhaçu.
Sede vescovile è la città di Livramento de Nossa Senhora, dove si trova la cattedrale di Nostra Signora della Liberazione (Nossa Senhora do Livramento).
Il territorio si estende su 23.836 km² ed è suddiviso in 21 parrocchie.

## Storia
La diocesi è stata eretta il 27 febbraio 1967 con la bolla Qui divina liberalitate di papa Paolo VI, ricavandone il territorio dalla diocesi di Caetité.
Originariamente suffraganea dell'arcidiocesi di San Salvador di Bahia, il 16 gennaio 2002 è entrata a far parte della provincia ecclesiastica dell'arcidiocesi di Vitória da Conquista.

## Cronotassi dei vescovi
Si omettono i periodi di sede vacante non superiori ai 2 anni o non storicamente accertati.
- Hélio Paschoal, C.S.S. † (29 marzo 1967 - 21 gennaio 2004 ritirato)
- Armando Bucciol (21 gennaio 2004 - 1º febbraio 2023 ritirato)
- Vicente de Paula Ferreira, C.SS.R., dal 1º febbraio 2023

## Statistiche
La diocesi nel 2021 su una popolazione di 311.000 persone contava 256.689 battezzati, corrispondenti all'82,5% del totale.
| anno | popolazione | popolazione | popolazione | presbiteri | presbiteri | presbiteri | presbiteri                | diaconi | religiosi | religiosi | parrocchie |
| anno | battezzati  | totale      | %           | numero     | secolari   | regolari   | battezzati per presbitero | diaconi | uomini    | donne     | parrocchie |
| ---- | ----------- | ----------- | ----------- | ---------- | ---------- | ---------- | ------------------------- | ------- | --------- | --------- | ---------- |
| 1970 | 230.000     | 230.000     | 100,0       | 12         | 5          | 7          | 19.166                    |         | 12        | 6         | 19         |
| 1976 | 230.000     | 260.000     | 88,5        | 10         | 5          | 5          | 23.000                    |         | 6         | 7         | 19         |
| 1980 | 249.000     | 281.000     | 88,6        | 11         | 4          | 7          | 22.636                    |         | 10        | 8         | 19         |
| 1990 | 317.000     | 353.000     | 89,8        | 18         | 6          | 12         | 17.611                    |         | 12        | 18        | 30         |
| 1999 | 231.000     | 290.000     | 79,7        | 14         | 7          | 7          | 16.500                    |         | 7         | 11        | 19         |
| 2000 | 234.000     | 294.000     | 79,6        | 12         | 6          | 6          | 19.500                    |         | 7         | 17        | 19         |
| 2001 | 228.600     | 282.000     | 81,1        | 13         | 8          | 5          | 17.584                    |         | 6         | 11        | 19         |
| 2002 | 243.281     | 304.102     | 80,0        | 14         | 6          | 8          | 17.377                    |         | 8         | 10        | 19         |
| 2003 | 243.281     | 304.102     | 80,0        | 14         | 9          | 5          | 17.377                    |         | 5         | 7         | 19         |
| 2004 | 233.878     | 269.071     | 86,9        | 15         | 9          | 6          | 15.591                    |         | 6         | 7         | 19         |
| 2013 | 282.000     | 340.000     | 82,9        | 23         | 15         | 8          | 12.260                    |         | 8         | 17        | 21         |
| 2016 | 271.303     | 319.181     | 85,0        | 22         | 16         | 6          | 12.331                    |         | 6         | 13        | 21         |
| 2019 | 265.226     | 306.202     | 86,6        | 22         | 15         | 7          | 12.055                    |         | 7         | 12        | 21         |
| 2021 | 256.689     | 311.000     | 82,5        | 24         | 17         | 7          | 10.695                    |         | 7         | 13        | 21         |